# 키라 코사린
키라 코사린(Kira Kosarin, 1997년 10월 7일 ~ )은 미국의 배우, 가수이다.

## 출연 작품
- 썬더맨 (2013)